# Epalinges
Epalinges este un oraș în Elveția.